# Curtiss-Wright Corporation

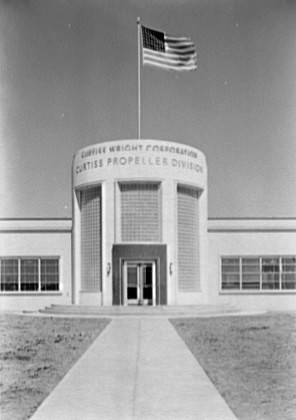

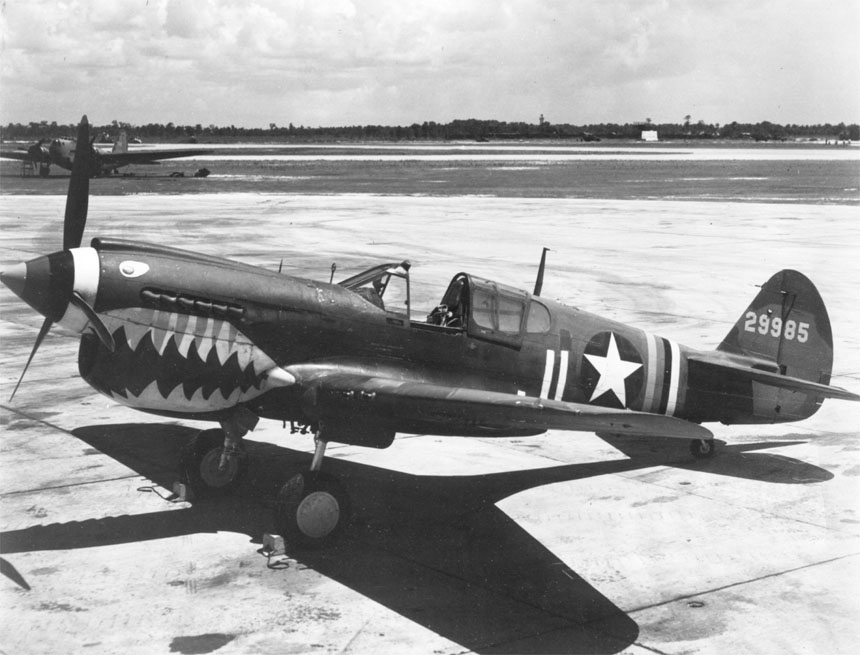
Curtiss P-40 Kittyhawk

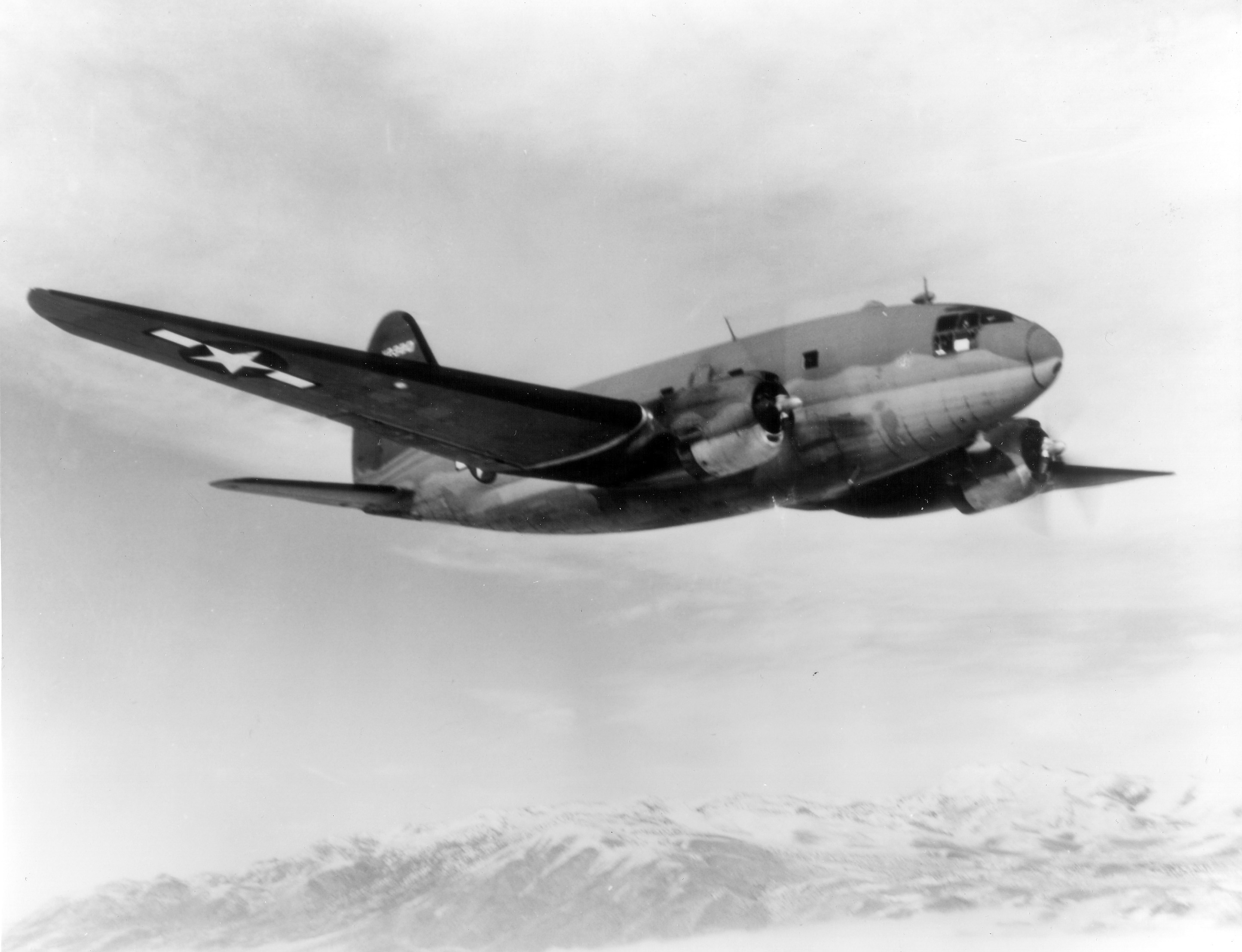
Curtiss C-46 Commando

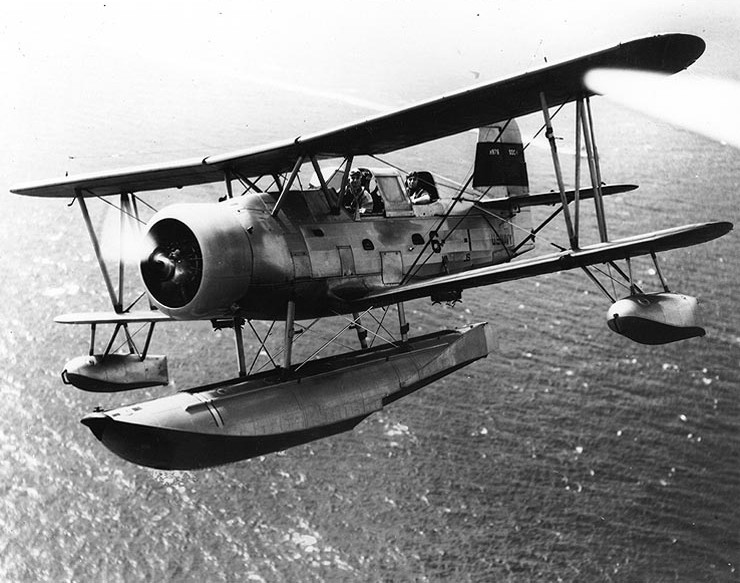
Curtiss SOC Seagull

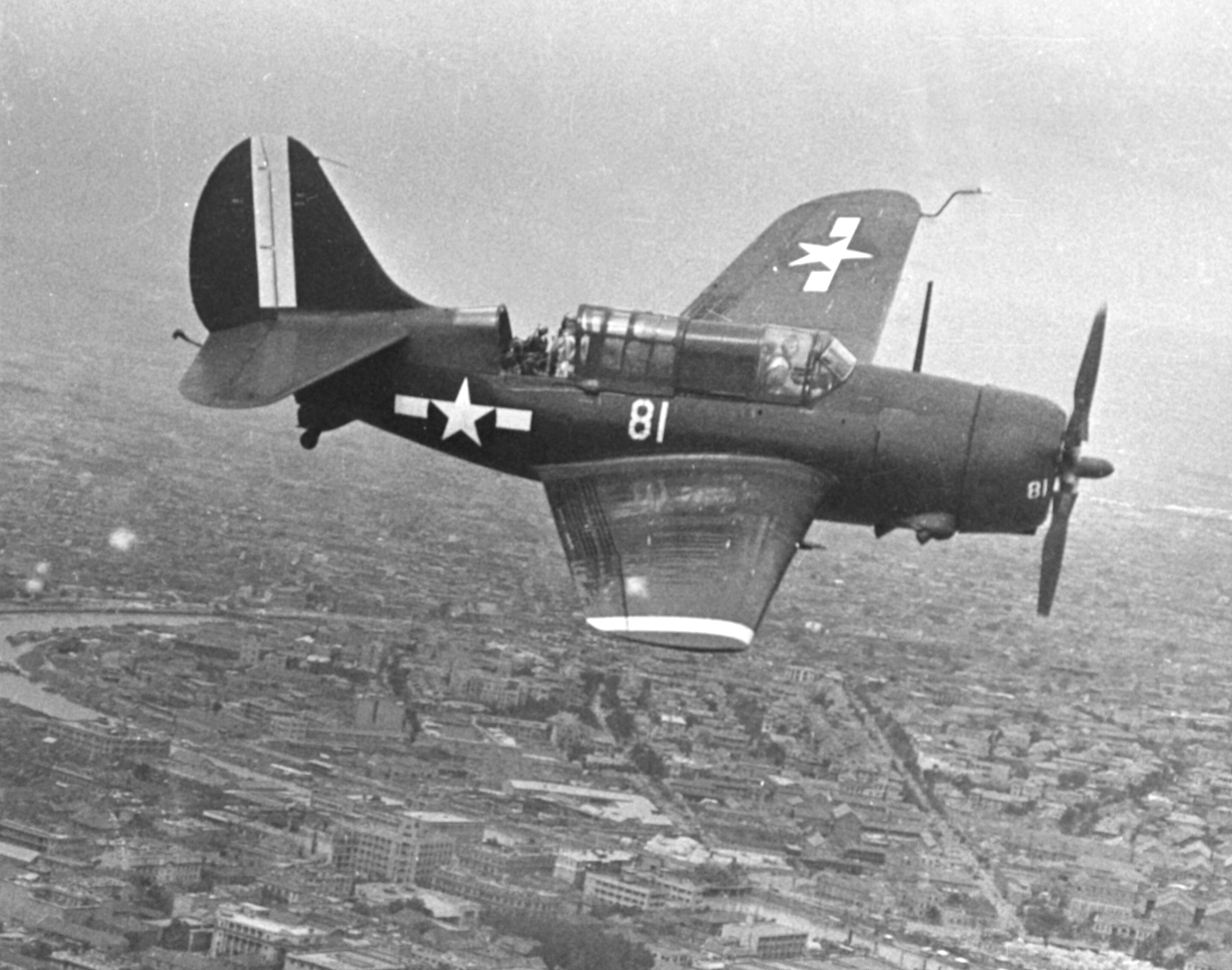
Curtiss SB2C Helldiver

Curtiss-Wright Corporation – amerykańska spółka produkująca samoloty, powstała w 1929 roku w wyniku połączenia wytwórni lotniczych Curtiss Aeroplane and Motor Company oraz Wright Aeronautical Corporation. Od zakończenia II wojny światowej spółka poszerzyła profil swojej działalności i oferuje dodatkowo zaawansowane technicznie i technologicznie produkty i usługi z zakresu sterowania przepływami czy obróbki metali. Jest to spółka publiczna, której akcje notowane są na Nowojorskiej Giełdzie Papierów Wartościowych.

## Historia
Wytwórnia lotnicza Curtiss-Wright powstała 5 lipca 1929 w wyniku połączenia dwunastu różnych firm związanych z Curtiss Aeroplane and Motor Company i Wright Aeronautical Corporation. Spółka miała swoją siedzibą w Buffalo, w stanie Nowy Jork. W chwili połączenia obu przedsiębiorstw kapitał zakładowy wynosił 75 milionów dolarów, co dawało spółce miano największego przedsiębiorstwa lotniczego w Stanach Zjednoczonych.

## Produkty spółki

### Samoloty
- Curtiss NC-4
- Curtiss-Wright Junior
- Curtiss T-32 Condor II
- Curtiss-Wright CW-5
- Travel Air 6000
- Curtiss-Wright CW-12
- Travel Air 4000
- Curtiss-Wright CW-15
- Travel Air 4000
- Curtiss-Wright CW-19
- Curtiss C-46 Commando
- Curtiss-Wright CW-21
- Curtiss-Wright CW-22
- Curtiss AT-9
- Curtiss P-36 Hawk
- Curtiss P-40 Warhawk/Tomahawk/Kittyhawk
- Curtiss XP-53
- Curtiss-Wright XP-55 Ascender
- Curtiss P-60
- Curtiss XP-62
- Curtiss XP-71
- Curtiss SB2C Helldiver
- Curtiss SOC Seagull
- Curtiss SO3C Seamew
- Curtiss SC Seahawk
- Curtiss XF14C
- Curtiss XF15C
- Curtiss C-76 Caravan
- XF-87 Blackhawk
- Curtiss-Wright X-19

### Śmigła
Oprócz produkcji silników spółka Curtiss-Wright zajmuje się wytwarzaniem trój- i czterołopatkowych śmigieł o zmiennym skoku.